# گلنوود (نیوجرسی)
گلنوود (به انگلیسی: Glenwood) یک منطقهٔ مسکونی در ایالات متحده آمریکا است که در ورنون، نیوجرسی واقع شده‌است. گلنوود ۱۷۱ متر بالاتر از سطح دریا واقع شده‌است.